# Adolf Lu Hitler Marak
Pour les articles homonymes, voir Hitler (homonymie).
Adolf Lu Hitler R. Marak né le 20 avril 1948 est un homme politique indien, de l'État fédéré du Meghalaya.

## Biographie
Membre du  Parti du congrès nationaliste, il a occupé les postes de ministre de l'Environnement et des Forêts dans le gouvernement du Meghalaya de E. K. Mawlong, puis le poste de ministre de la Coopération sous F. A. Khonglam.
Il a perdu son siège de député à l'assemblée de l'État aux élections de février 2003.
Son nom n'est pas particulièrement surprenant au Meghalaya, où d'autres hommes politiques se nomment Lenin R. Marak, Stalin Karunanidhi, Frankenstein W. Momin. Hitler Marak expliqua au New York Times que : « Peut-être que mes parents aimaient ce nom et m'ont donc baptisé Hitler… Je suis heureux de mon nom, bien que je n'aie pas de tendances dictatoriales. »